# باولا رومانو
باولا رومانو (بالإيطالية: Paola Romano)‏ هي نحات إيطالية، ولدت في 17 سبتمبر 1951 في مونتيروتوندو في إيطاليا.